# Antoine de Portugal
Pour les articles homonymes, voir Antoine et Antoine Ier.
Succession
Prétendant au trône de Portugal
24 juillet 1580 – 26 août 1595
(15 ans, 1 mois et 2 jours)
Antoine, prieur de Crato, né le 20 mars 1531 à Lisbonne et mort le 26 août 1595 à Paris, dit le Déterminé, le Combattant ou l'Indépendantiste (pour l'énergie déployée à rétablir l'indépendance du Portugal), est un membre de l'ordre de Saint-Jean de Jérusalem. En tant que fils de l'infant Louis de Portugal et petit-fils de Manuel Ier de Portugal, il est l'un des candidats au trône du Portugal durant la crise de succession portugaise de 1580.

## Biographie
Antoine était fils illégitime de l'Infant Louis, duc de Beja (1506-1555), et donc petit-fils du roi Manuel Ier de Portugal. Sa mère était Violante Gomes, surnommée a Pelicana (le pélican), une femme du peuple. Selon certains historiens, c'était une nouvelle chrétienne ou une juive, ainsi qu'on avait l'habitude de la désigner, qui séduisit Louis avant de se marier avec lui en secret.
Antoine fut disciple de Barthélemy des Martyrs à Coimbra et entra dans l'ordre de Saint-Jean de Jérusalem, dont son père était le Prieur. En 1574, il devint gouverneur de Tanger.
Il fait ses études au monastère de Costa ; à Coimbra, il étudie la philosophie ; à Évora, la théologie, avant d'être reçu comme Prieur de Crato dans l'ordre de Saint-Jean de Jérusalem. Il refuse pourtant d'être ordonné prêtre et mène une vie de débauche.
En 1578, il accompagna le roi Sébastien lors de la campagne marocaine. Fait prisonnier à l'issue de la bataille, on raconte qu'il parvint à obtenir sa libération par la ruse : quand on lui demanda la signification de la croix de Malte qu'il arborait, il répondit que c'était le signe d'une petite faveur qu'il avait obtenue du pape, et qu'il la perdrait s'il ne revenait pas avant le 1er janvier. Ses geôliers, pensant qu'il s'agissait d'un pauvre homme, permirent sa libération en échange d'une petite rançon.
À son retour au Portugal, le pays se trouve plongé dans une crise de succession, le jeune roi ayant disparu dans la bataille. C'est en tant que petit-fils de Manuel Ier qu'il affiche sa prétention au trône. Ici, les versions diffèrent : pour certains, il se fait acclamer roi à Santarém le 24 juillet 1580, malgré la candidature du roi d'Espagne Philippe II (son cousin germain, car aussi petit-fils de Manuel Ier par sa mère, la princesse Isabel de Portugal), qui envoie une armée pour soumettre le pays. Selon d'autres historiens, sa candidature n'aurait jamais été validée. D'ailleurs, son nom n'apparaît pas dans les listes de rois officielles.
Plusieurs raisons motivaient l'invalidation de sa candidature au trône du Portugal : son statut de bâtard et de fils de nouveau chrétien (encore que cette dernière affirmation ne soit pas prouvée), le fait que son père ait été prieur de l'Ordre de Crato, ce qui ne lui permettait pas de se marier sans autorisation papale ou encore la vie de débauche qu'il mena dans sa jeunesse.
Quoi qu'il en soit, il est battu à la bataille d'Alcántara le 25 août 1580 par Ferdinand Alvare de Tolède, troisième duc d'Albe, général de Philippe II, et se voit forcé de quitter le Portugal. Il erre dans les pays étrangers, faisant de vains efforts pour relever son parti. Il est accueilli par Henri III de France en juillet 1581. Il tente de s'emparer des Açores avec une flotte française qui est battue à la bataille des Açores le 26 juillet 1582. Une seconde tentative échoue les 26-27 juillet 1583. Il loge alors en Vendée, chez la dame de la Garnache à Beauvoir-sur-Mer, puis en Bretagne et en Angleterre sur les conseils de René II de Rohan. En 1589, une flotte anglaise commandée par Francis Drake et John Norreys échoue elle aussi à le restaurer.
Il pose la première pierre de l'église Saint-Pierre-Saint-Paul à Rueil lors de son séjour dans cette ville.
Il finit ses jours à Paris en 1595, à 64 ans. Son coeur est conservé dans le Couvent de l'Ave-Maria et son corps inhumé dans l'Église des Cordeliers de Paris. Une plaque commémorative en témoigne dans l'église Saint-Pierre-Saint-Paul de Rueil-Malmaison.
Fils de l'Infant Louis de Portugal, 5e duc de Beja et de Violante Gomes, une nouvelle-chrétienne, petit-fils du roi Manuel Ier de Portugal, il a un fils de sa relation avec Ana Barbosa, Manuel (1568-1638), marié en premières noces à Émilie d'Orange-Nassau, fille de Guillaume le Taciturne, d'où une nombreuse descendance :
- Marie de Portugal (1558-1599)
- Philippine de Portugal (1560-?)
- Louise de Portugal (1562-?)
- Alphonse de Portugal (1566-?)
- Manuel de Portugal (1568-1638)
- Christophe de Portugal (1573-1638)
- Pierre de Portugal (1575-?)
- Denis de Portugal (1576-?)
- Violante de Portugal (1577-1602)
- Antoinette de Portugal (1578-1602)
- Jean de Portugal (1579-?)

## Titre complet
Roi de Portugal et des Algarves, de chaque côté de la mer en Afrique, duc de Guinée et de la conquête, de la navigation et du commerce d'Éthiopie, d'Arabie, de Perse et d'Inde par la grâce de dieu

### Source
Marie-Nicolas Bouillet  et Alexis Chassang (dir.), « Antoine » dans Dictionnaire universel d’histoire et de géographie, 1878 (lire sur Wikisource)